# Bryum tophaceum
Bryum tophaceum är en bladmossart som beskrevs av Michel Charles Durieu de Maisonneuve och Montagne 1849. Bryum tophaceum ingår i släktet bryummossor, och familjen Bryaceae. Inga underarter finns listade i Catalogue of Life.